# Gillis van Coudebrouc
Gillis van Coudebrouc (Brugge, ca. 1300 - na 1348), ook wel Egidius Van Coudenbrouc, was burgemeester van Brugge in woelige tijden.

## Levensloop
Van Coudebrouc behoorde vele jaren tot het Brugse stadsbestuur tijdens een onrustige, zelfs revolutionaire periode. Rogier van Coudebrouc (zijn vader?) ging hem vooraf als burgemeester van de schepenen. De familie was houder van een leengoed van de Burg, genaamd het Hof te Coudebrouc.
Het was de tijd van inwendige strijd, soms van bloedig treffen, tussen voornamelijk de makelaars enerzijds, de wolwevers en de volders anderzijds, waarbij Jan Breydel en Pieter de Coninck - later als helden in de Guldensporenslag voorgesteld - zich in tegengestelde kampen bevonden. 
Het was de tijd dat af en toe hevige meningsverschillen, zelfs gewapende strijd, rezen tussen Brugge en Gent of tussen Brugge en Sluis.
Het was tevens de tijd van de strijd van de Vlaamse gewesten, vooral van de drie steden Gent, Brugge en Ieper tegen de Franse koning en de Vlaamse graaf, omdat ze in tegenstelling tot deze monarchen, de openheid van de handel wilden behouden met Engeland. Ook de landelijke gebieden kenden revoltes, maar die hadden vooral met de abusieve belastinginningen te maken. De Brugse handelaar en burgemeester van de raadsleden Willem de Deken en de boerenleider Nicolaas Zannekin waren de aanvoerders van de landelijke opstand. In die periode werd de nog jonge Van Coudebrouc onder de gematigde stadsbestuurders gerekend. Hij behoorde weliswaar tot de elite van de Brugse poorterij, maar was tegelijk verbonden met de ambachten van de wevers en de volders en was waarschijnlijk, zoals Rogier van Coudebrouc, lakenhandelaar. Na in 1325 voor het eerst schepen te zijn geworden, bekleedde hij in de volgende jaren verschillende keren dit ambt.
Tijdens het jaar 1325 werd graaf Lodewijk II van Nevers gearresteerd in Kortrijk en gedurende zes maanden gevangen gehouden in Brugge. Van toen af en tot aan hun nederlaag in de Slag bij Kassel in 1328 (waarbij Zannekin sneuvelde), nam Brugge de leiding van de Kust-Vlaamse opstandelingen. De (gematigde) houding die Coudebrouc hierbij aannam liet toe dat hij in de periode 1326-1339 lid bleef van het schepencollege en dus hierin aanvaard bleef door de graaf. Dit terwijl Willem de Deken in 1328 in Parijs werd terechtgesteld. Coudebrouc was een van de 500 gijzelaars die, na de nederlaag in Kassel, werden opgepakt als zekerheid voor de betaling van de opgelegde boete en naar Frankrijk werden gevoerd. De gijzeling duurde niet lang, want in 1330 was Coudebrouc opnieuw schepen van de stad.
Vanaf 1337 was het oorlog - het begin van de Honderdjarige Oorlog - tussen de koning van Frankrijk en de koning van Engeland. De graaf van Vlaanderen, Lodewijk van Nevers, schoonzoon van de Franse koning, rekende op de steden van zijn graafschap om de zijde van de Franse koning te kiezen. Maar vele gemeentelijke verantwoordelijken dachten er heel anders over en kozen om economische redenen de zijde van Engeland. Dit mondde uit op een nieuwe opstand tegen het gezag van de graaf.
Na zich na 1337 te hebben losgemaakt van dit grafelijk gezag, nam de Brugse stadsmagistraat, met in de eerste plaats Gillis van Coudebrouc, in 1338 de lijst weer ter hand van de gijzelaars van 1328 en verleende aan elk van hen een vergoeding naargelang het aantal dagen dat ze gedeporteerd werden. Op de betaalstaten die hiervoor werden opgemaakt, figureerde de naam van Van Coudenbrouc als eerste opdrachtgever.
In februari 1339 bereikten berichten de stadsbestuurders dat Lodewijk van Nevers slechte bedoelingen had betreffende de onderwerping van de steden. Onder de leiding van burgemeester Gillis van Coudebrouc, voortaan helemaal gewonnen voor de opstand, trok een Brugs leger op 23 februari naar Diksmuide met de bedoeling de graaf en zijn troepen nachtelijk te overvallen. Lodewijk van Nevers werd hierover ingelicht en vluchtte midden in de nacht om zich in veiligheid te brengen in Saint-Omer.
De hoofdacteur in de strijd die toen gevoerd werd, was de Gentse voorman Jacob van Artevelde (1290-1345). Zijn voornaamste vertrouwensman in Brugge was Van Coudebrouc. Daarom was deze tijdens de periode van hevige opstand gedurende een aantal jaren afwisselend burgemeester van de schepenen of van de raadsleden, zolang Artevelde invloed uitoefende op de samenstelling van het Brugse stadsbestuur. In 1443 vertrouwde Van Artevelde hem ook de leiding toe over het hele Brugse Vrije of Brugs kwartier.
In die tijd werd de zogenaamde wepelgang of jaarlijkse wissel van de mandaten in het stadsbestuur, tamelijk strikt nageleefd. Dit werd echter omzeild, zoals in het geval van Gillis van Coudebrouc, die gedurende een aantal jaren, het ene jaar burgemeester van de schepenen was en het andere jaar burgemeester van de raadsleden, in afwisseling met strijdgenoten zoals Jan van Coekelare en Jacob Wittebolle.
Nadat Artevelde op 24 juli 1345 vermoord was, verloren Van Coudebrouc en de zijnen hun sterke man en beschermheer, maar bleven nog de stad een tijd besturen. Ook graaf Lodewijk van Nevers was immers op 26 augustus 1346 tijdens de Slag bij Crecy gesneuveld en zijn zoon en opvolger Lodewijk van Male was pas zestien en had in die slag verwondingen opgelopen. Hij had tijd nodig om zich als graaf te bevestigen.
Toen de achttienjarige Lodewijk van Male in februari 1348 met een leger Brugge binnenrukte, werd Van Coudebrouc, ook al was hij burgemeester, gearresteerd in zijn hoedanigheden van hoofdman van het 'Brugs kwartier' en van militaire leider van de opstandige Bruggelingen, terwijl ook andere bekende tegenstanders van de graaf in hechtenis werden genomen of werden verbannen. De ambachten van de wevers en volders kwamen hiertegen in gewapende opstand maar ze werden neergeslagen door de troepen van de graaf. Brugge was voortaan (voor een tijd) onderworpen.
Na zijn arrestatie werd Van Coudebrouc tot levenslange verbanning veroordeeld. Er werd over hem niets meer gemeld in geschriften uit die tijd. Tenzij het nog over hem ging in een charter in 1358, in een Gentse rekening in 1377 of ook nog in een zeventiende-eeuws Brugs cartularium, waar het telkens over een Gillis Coudebrouc ging. Hij behoorde alvast nooit meer tot het stadsbestuur.
Coudebrouc was ook voogd van het Magdalenagasthuis.

## Stadsbestuur
Van 1325 tot 1348 was Van Coudebrouc gedurende de meeste jaren lid van het stadsbestuur, vooral dan tijdens de revolutionaire jaren 1338-1348, als volgt:
- 1325-1328: schepen
- 1330-1331: schepen
- 1332-1333: raadslid
- 1334-1335: schepen
- 1336-1337: schepen
- 1338 (januari tot juni): schepen
- 1338-1339: burgemeester van de raadsleden
- 1339-1340: burgemeester van de schepenen
- 1340-1341: burgemeester van de raadsleden
- 1341-1342: burgemeester van de schepenen
- 1342-1343: burgemeester van de raadsleden
- 1343-1344: burgemeester van de schepenen
- 1344-1345: burgemeester van de raadsleden
- 1345-1346: burgemeester van de schepenen
- 1346-1347: burgemeester van de raadsleden
- 1347-1348: burgemeester van de schepenen.

## Coudebrouc
Een huis in de Cordouaniersstraat met de naam Coudebrouc (ook soms Koebrouck) in Brugge, wordt voor het eerst vermeld in 1479. Het gaat om een grotendeels bewaard huis, in 2015 grondig gerenoveerd, waarvan vooral de 13e-14e-eeuwse kelders belangrijke en zeldzaam gave bouwwerken zijn. 
In de eerste helft van de vijftiende eeuw was er in Brugge een Coudebroucstrate, aldus vermeld in de stadsrekening van 1425-26, maar nadien niet meer. Het ging misschien om de 'gang' of doodlopende steeg, met rechtstreekse toegang tot aan de reie, die naast het huis Coudebrouc lag en in 1488 door de toenmalige eigenaar van dit huis, schepen Lenaert Casembroot (1451-1514), mits het betalen van een jaarlijkse cijns, met deuren werd afgesloten.
Het leengoed Hof te Coudebrouc werd door Karel De Flou gesitueerd als wellicht gelegen in Sint-Pieters-op-de-Dijk. Dit lijkt echter onwaarschijnlijk, omdat de zorgvuldige Maurits Coornaert dit leengoed niet vermeldt in de reeks van de in Sint-Pieters gelegen lenen. Het ging misschien om een leengoed elders in het Noorden van Brugge of om het leen Coudenbrouc in Loppem of (wat door Karel Verschelde als het meest waarschijnlijk werd vooropgesteld) om de heerlijkheid of ambacht Coebrouc of Coudebrouc in Hertsberge-Ruddervoorde-Oostkamp, die een leengoed van de Burg van Brugge was.

## Bron
- Dirk VANDENAUWEELE, Schepenbank en schepenen te Brugge (1127-1384). Bijdrage tot de studie van een gewone stedelijke rechts- en bestuursinstelling, doctoraatsverhandeling (onuitgegeven), KU Leuven, 1974.

## Voetnota
1. ↑   K. DE FLOU, Woordenboek der toponymie, T. VIII, Brugge, 1928
2. ↑   Brugge, Charter n° 3060, blauw, 1358 - Gent, Rekeningen, 5, 143, 1377 - Brugge Cartularium Magdalenagasthuis, folio 164, 17e eeuw.